# Leszek Bebło
Leszek Bebło (ur. 8 lipca 1966 w Sokolnikach) – polski lekkoatleta, maratończyk. 
Ukończył szkołę podstawową w Gorzycach, gdzie w rozgrywanym tam corocznie Biegu Przełajowym im. porucznika Józefa Sarny, stawiał pierwsze kroki w karierze sportowej następnie Zasadniczą Szkołę Zawodową w Stalowej Woli. Zawodnik kolejno ZKS Stal Stalowa Wola (1981-1986; trener Stanisław Anioł) Oleśniczanki (1986–1994; trener Bogumił Kuś), Stali Społem Stalowa Wola (1995–1997; trener Stanisław Anioł) i Sportingu Międzyzdroje (1998–2003).
Żonaty, ma dwóch synów. Zamieszkał we Francji. 

## Osiągnięcia
- Dwukrotny start w Igrzyskach Olimpijskich: Barcelona 1992 rok (20. miejsce na 111 zawodników, czas 2:16:38 s.), Atlanta 1996 rok (17. miejsce na 124 zawodników, czas 2:17:04 s.).
- Zwycięzca biegów maratońskich w Paryżu (1993) i Reims (1992, 1995).
- Rekordzista Polski w biegu godzinnym – 20 218 m (31 marca 1990 La Fleche) oraz 8-krotny mistrz Polski: 5000 m (1989), 10 000 m (1989, 1991), półmaraton (1990), bieg przełajowy (6 km) – 1989, 1992 i bieg przełajowy (12 km) – 1991, 2000, w 1989 zdobył złoto halowych mistrzostw kraju na 3000 metrów[1].
- Mistrzostwo Polski w biegach przełajowych (1991, Skarżysko-Kamienna)[2].

## Rekordy życiowe
- bieg na 3000 metrów – 7:52,58 s. (18 czerwca 1989, Warszawa) – 14. miejsce w historii polskiej lekkoatletyki[3]
- bieg na 5000 metrów – 13:34,30 s. (24 czerwca 1989, Saarijärvi) – 8. miejsce w historii polskiej lekkoatletyki[3]
- bieg na 10 000 metrów – 28:34,47 s. (10 sierpnia 1990, Bruksela) – 20. miejsce w historii polskiej lekkoatletyki[3]
- bieg godzinny – 20 218 m (31 marca 1990, La Fleche)
- półmaraton – 1:01:56 s. (7 kwietnia 1990, Mediolan) – 3. miejsce w historii polskiej lekkoatletyki[3]
- maraton – 2:09:41 s. (22 października 1995, Reims) – 4. miejsce w historii polskiej lekkoatletyki[3]